# Marietta Robusti
 Cet article contient des extraits de un ou plusieurs livres anciens (Abrégé de la vie des plus fameux peintres.) dont le contenu se trouve dans le domaine public. Il est possible de supprimer cette indication si le texte reflète le savoir actuel sur ce thème, si les sources sont citées, s'il satisfait aux exigences linguistiques actuelles et s'il ne contient pas de propos qui vont à l'encontre des règles de neutralité de Wikipédia.
Marietta Robusti, dite la Tintoretta (née en 1554 à Venise où elle est morte en 1590) est une peintre italienne de la Renaissance tardive.

## Biographie
Fille du Tintoret, Marietta Robusti était douée d’un esprit vif, d’heureuses dispositions pour le dessin et d’une mémoire prompte à recevoir les traces, fidèle à les conserver et exacte à les représenter. Son père prit un soin particulier de seconder de tels talents. On lui apprit à jouer des instruments où elle excella en peu de temps, ainsi qu’au chant. Dans son bas âge, le Tintoret habillait Marietta en garçon et il l'emmenait partout avec lui.
Le Tintoret enseigna à sa fille une pratique aisée et soutenue d’un excellent goût de couleur ; il ne lui en fallut pas davantage pour mettre au grand jour son habileté. Ayant hérité du goût de son père, Marietta peignait aisément, une touche légère et badine, un coloris excellent soutenait le mérite de la ressemblance de ses portraits : elle donna plusieurs sujets de son invention, d’autres furent tirés de son père et elle fit les portraits de tous les amis de son mari.
S’étant attachée au genre de peinture du portrait, son premier ouvrage fut le portrait de Marc dei Vescovi dont la barbe fut admirée. Elle fit aussi celui de son fils Pierre. Chacun attiré par ses talents, voulait se faire peindre par la Tintoretta. Jacob Strada, antiquaire de l’empereur Maximilien, se mit sur les rangs, il se fit peindre et donna son portrait à Maximilien comme une chose rare. Ce portrait ayant acquis un grand nom à Marietta, l’empereur la fit demander à son père. Philippe II d'Espagne et l’archiduc Ferdinand en firent autant. Tintoret, qui aimait sa fille, refusa tous ces avantages. Ne voulant pas la laisser partir, il la maria à un joaillier à condition de demeurer avec lui.
La joie du Tintoret augmentait avec la réputation de sa fille ; ses progrès l’étonnaient et le succès qui en suivait ne lui était pas infructueux lorsque la mort l’enleva à la fleur de son âge pendant l’accouchement à l’âge de trente-six ans. Elle fut inhumée dans l'église de la Madonna dell'Orto, dans le sestiere de Cannaregio à Venise, non loin de la maison et de l'atelier de son père. Son père et son mari la pleurèrent toute leur vie.
On ne connaît aucun dessin de Marietta Tintoret. Ses ouvrages qui sont presque tous des portraits, se répandirent dans les maisons de Venise et plusieurs passèrent dans quelques parties de l’Europe.